# Eduard Wrobel
Eduard Wrobel (Lonkorsz, Condado de Nowomiejski, Prússia Ocidental, 16 de julho de 1851 — Rostock, 18 de março de 1931) foi um matemático alemão.

## Obras
- Die Physik in elementar - mathematischer Behandlung, Teil I & II, Rostock, 1879.
- Die Physik in elementar - mathematischer Behandlung, Teil III, Rostock, 1885.
- Leitfaden der Stereometrie, Rostock 1885 (3. Aufl. Rostock 1906).
- Übungsbuch zur Arithmetik und Algebra, I. Teil Rostock 1889, (32. Aufl. Leipzig 1929).
- Übungsbuch zur Arithmetik und Algebra, II. Teil, Rostock 1890 (14. Aufl. Leipzig 1924).
- Ableitung einer Theorie der Kreisfunktionen einer Veränderlichen aus einer Differentialgleichung, 1890.
- Die arithmetischen und geometrischen Verhältnisse und Proportionen, Rostock, 1895.
- Beiträge zur Geschichte der Großen Stadtschule zu Rostock, Rostock, 1901.
- Klassensystem und Schülerfrequenz der Großen Stadtschule zu Rostock von Ostern 1830 bis Ostern 1901, Rostock, 1902.
- Heldenbuch der Großen Stadtschule zu Rostock, Rostock, 1921.
- Neue große Ausgabe des Anhanges zum Übungsbuch der Arithmetik und Algebra, Rostock, 1915 (neu gedruckt Leipzig 1924).